# Campionati asiatici di lotta 1988
I Campionati asiatici di lotta 1988 sono stati la 5ª edizione della manifestazione continentale organizzata dalla FILA. Si sono svolti dal 12 al 16 dicembre 1988 a Islamabad, in Pakistan.

## Podi

### Lotta libera maschile
| Evento | Oro                  | Argento             | Bronzo             |
| 48 kg  | Li Hak-son           | Kim Jong-shin       | Nader Rahmati      |
| 52 kg  | Bong Hong-il         | Taiji Iida          | Ali Akbar Dodange  |
| 57 kg  | Kim Yong-sik         | Masaru Yamashita    | Dżalil Dżahanszahi |
| 62 kg  | Li Won-il            | Akbar Fallah        | Ko Young-ho        |
| 68 kg  | Ali Akbar Neżad      | Kim Hak-ryong       | Takahiro Kimura    |
| 74 kg  | Behruz Jari          | Futoshi Shimotamari | Muhammad Anwar     |
| 82 kg  | Allahmorad Zarrini   | Yu Sang-man         | Lee Dong-woo       |
| 90 kg  | Mohammad Reza Tupczi | Toshiyuki Asanuma   | Jam Sujen          |
| 100 kg | Mahdi Mohebbi        | Subhash Verma       | Cho Byung-eun      |
| 130 kg | Ali Reza Lorestani   | Shahid Pervaiz Butt | Wang Chunguang     |